# Astra 680

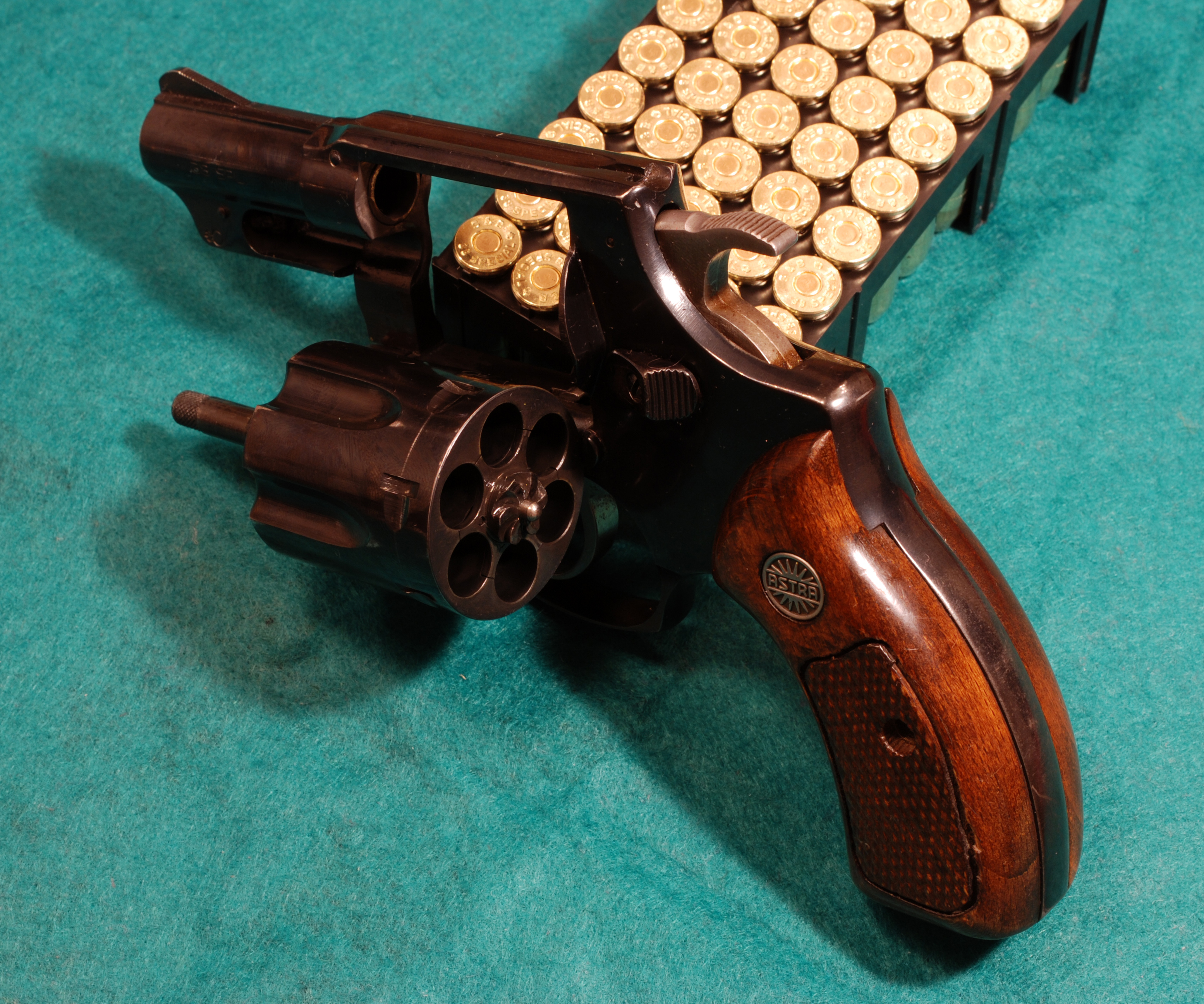
Un Astra 680 bronzé, avec son barillet sorti, accompagné d'une boîte de cartouches calibre .38

Le revolver de poche Astra 680 était  quasi identique à l'Astra 250 à canon court à qui il succède dans les années 1980.

## Fiche technique
- Pays d'origine :  Espagne/Pays basque espagnol
- Période de production : 1980-1996
- Fonctionnement : double action (système S&W M&P simplifié), barillet tombant à gauche
- Visée : fixe
- Canon : 5 cm
- Longueur : 16,6 cm
- Masse à vide : 610-650 g
- Capacité : 
  - 8 coups en .22LR et .22 Magnum
  - 6 coups en .32 S&W Long
  - 6 coups en .38 Special
- Usage : arme de police et de défense personnelle

## Variantes   de l'Astra 680 (calibre .38)
La version en .38 Spécial a connu deux variantes :   
- Astra 680 INOX (1981-1996) pesant 610 g (690 g chargé). Réalisé entièrement  en acier inoxydable. Finition polie satinée.
- Astra 680 AL (1986-1996) pesant 490 g (580 g chargé). Carcasse en. alliage d'aluminium. barillet et canon en acier au carbone. Finition bronzée mat.

## Utilisateurs connus
- Canada/ États-Unis officiers de police et détectives (port discret et/ou arme de secours) et les citoyens pour leur défense personnelle.
- Espagne Corps national de police d'Espagne (remplacé par le Star M30) et Guardia Civil pour leurs enquêteurs agissant en tenue civile. Personnalités menacées par les terroristes de l'ETA.
- Pays basque Employé par les Etarras.